# Alrune Rod (album)
Alrune Rod er et album med bandet Alrunes Rod. Alrune Rod blev udgivet i december 1969 på Sonet (SLPS 1516) og er gruppens debutalbum. Albummet anses som et af de første danske syrerock-album. 
Albummet blev senere udgivet i Tyskland på pladeselskabet 'Little Wing of Refugees' og blev i 1990 udgivet på CD som en del af dobbelt CD'en Sonet Årene 1969-72 (Sonet 557183-2), der indeholdt gruppens tre første album samt bonusmateriale. I 2010 udgav Universal Alrune Rod på CD (UNI 275 246 8). Alrune Rod blev samme år udgivet som en del af bokssættet Dansk Rock Historie 1965-1978, vol. 1.

## Indhold

### Side 1
1. Alrune Rod (skrevet af Laus Bengtsson og Leif Roden) 10:00
2. Natskyggevej (skrevet af Bengtsson og Roden) 9:55
3. Hvor Skal Jeg Se Solen Stå Op (skrevet af Flemming Giese Rasmussen og Roden) 3:12

### Side 2
1. Bjergsangen	11:57
  1. Fase 1: Kom Og Tag Min Hånd (skrevet af Giese, Bengtsson og Roden)
  2. Fase 2: Du Er Så Sød (skrevet af Roden)
  3. Fase 3: Når Yderst Er Inderst (skrevet af Giese og Roden
2. Rejsen Hjem (skrevet af "Pastor" Ziegler Simonsen og Roden) 13:23

## Medvirkende
- Leif Roden: vokal, el-bas, akustisk guitar, tabla
- Claus From Rasmussen: trommer, tabla
- "Pastor" Ziegler Simonsen: orgel, piano
- Flemming Giese Rasmussen: el-guitar, vokal og triangel

Albummet blev produceret af Alrunes Rod og Franz Beckerlee